# La Roda (Tapia de Casariego)
La Roda (en gallego-asturiano y oficialmente A Roda) es una parroquia situada en el occidente asturiano, y pertenece al concejo de Tapia de Casariego. 
La población de esta parroquia es de aproximadamente 200 personas. De ella proceden el famoso escritor del gallego-asturiano Manuel García Sánchez "Galano" y el campeón europeo de F3000 Bruno Méndez además del grupo teatro local Pico de faro.

## Lugares
Según el nomenclátor de 2023, la parroquia comprende las siguientes entidades de población:
- Acevedo (Acebedo)
- Alfonsares (As Fonsarias)
- La Barrosa (A Barrosa)
- Bustelo (Bustello)
- Jarias (Xarias)
- Lantrapiñán (Llantrapiñán)
- Matafoyada
- Momeán (Mumián)
- El Monte
- Orjales (Orxales)
- Reiriz
- Riocabo
- La Roda (A Roda)
- San Julián (San Xuyán)
- El Valle de San Agustín
- La Veguiña (A Veguía)
- Villarín

## Movimiento asociativo en La Roda

### Grupo de teatro Pico de Faro
Nace en 1983 en La Roda, dándole poco tiempo después el nombre de Pico de Faro, en recuerdo de la ermita donde había estado la imagen de la Virgen de las Nieves. Tras varias actuaciones a lo largo y ancho del Occidente de Asturias, se constituye en asociación. Para ello se elige el nombre de una ya desaparecida, que formaba parte del recuerdo tan sólo de los más mayores, Centro de Instrucción y Recreo, constituyendo la misma los componentes del grupo de teatro, y dejándola abierta a todo el vecindario; a través de ella se inicia a la vez la restauración del local llamado El Centro, que queda definido como su sede social.
El 18 de noviembre de 1994, el grupo de teatro se independiza del Centro de Instrucción y Recreo, constituyéndose en asociación con autonomía propia, y con el nombre de Pico de Faro, siguiendo con la programación de siempre hasta el día de hoy.

### Asociación juvenil El Columpio
Constituida en el año 1994, el festejo más importante promovido por la misma es la réplica de la antigua feria de La Roda, realizada junto al grupo Pico de Faro, y que tiene lugar todos los años en el mes de agosto. Este evento es, desde su comienzo y junto con la fiesta de los Mártires, la actividad más relevante e identificativa que se celebra con periodicidad anual en La Roda.